# Siempre fuimos compañeros
Siempre fuimos compañeros  es una película filmada en colores de Argentina dirigida por Fernando Siro según el guion de Abel Santa Cruz que se estrenó el 7 de junio de 1973 y que tuvo como protagonistas a Hugo del Carril, Donald, Rosanna Falasca, Vicente Rubino y Irma Roy. Marcia Moretto realizó la coreografía.

## Sinopsis
Donald, hijo de un patrón explotador, se enamora de la hija de un sindicalista combativo. Pero él no quiere meterse en los problemas familiares, solo quiere cantar.

## Reparto
- Hugo del Carril es Don Armando García
- Donald es Jorge García
- Vicente Rubino es Javier
- Irma Roy es Irene.
- Rosanna Falasca es Paula Greco
- Fernando Siro es Herminio Greco
- Elena Cruz
- Jorge Barreiro es Don Federico García
- Alicia Berdaxagar
- Juan Alberto Mateyko
- Marcelo Marcote
- Adriana Aguirre
- Ernesto Juliano
- Osvaldo Meskoski
- Mario Caballero

## Comentarios
J.C.F. comentó sobre el filme:

”Conformado para entretener y hacer que el gran público pase un rato agradable… El director ha contado con un elenco eficaz para sus respectivas partes que dan simpatía o calidez a los personajes.”

Manrupe y Portela escriben:

”Primitiva comedia con reparto intergeneracional e insólita pareja (Donald-Falasca).”